# Belgische kampioenschappen atletiek 2015
In 2015 werden de Belgische kampioenschappen atletiek Alle Categorieën op zaterdag 25 en zondag 26 juli gehouden in het Koning Boudewijnstadion te Brussel. Het hamerslingeren vond plaats in Nijvel.
Tijdens deze kampioenschappen haalden Michaël Bultheel en Axelle Dauwens het minimum voor de WK in Peking door de 400 m horden te winnen in respectievelijk 49,04 en 55,93 s.
De 10.000 m voor mannen en vrouwen en de 3000 m steeple voor vrouwen vonden op 2 mei plaats in Heusden.

## Uitslagen

### 100 m
| rang   | atleet           | prestatie (+0,1 m/s) |
| ------ | ---------------- | -------------------- |
| Goud   | Yannick Meyer    | 10,63 s              |
| Zilver | Jean-Marie Louis | 10,77 s              |
| Brons  | Chamberry Muaka  | 10,82 s              |

| rang   | atlete               | prestatie (+0,8 m/s) |
| ------ | -------------------- | -------------------- |
| Goud   | Anne Zagré           | 11,49 s              |
| Zilver | Olivia Borlée        | 11,51 s              |
| Brons  | Naomi Van Den Broeck | 11,77 s              |

### 200 m
| rang   | atleet          | prestatie (-0,4 m/s) |
| ------ | --------------- | -------------------- |
| Goud   | Arnout Matthijs | 21,05 s              |
| Zilver | Chamberry Muaka | 21,60 s              |
| Brons  | Lars Herreman   | 21,63 s              |

| rang   | atlete                 | prestatie (+0,9 m/s) |
| ------ | ---------------------- | -------------------- |
| Goud   | Olivia Borlée          | 23,36 s              |
| Zilver | Cynthia Bolingo Mbongo | 23,49 s              |
| Brons  | Sarah Rutjens          | 23,91 s              |

### 400 m
| rang   | atleet          | prestatie |
| ------ | --------------- | --------- |
| Goud   | Jonathan Borlée | 45,27 s   |
| Zilver | Kevin Borlée    | 45,84 s   |
| Brons  | Dylan Borlée    | 45,95 s   |

| rang   | atlete          | prestatie |
| ------ | --------------- | --------- |
| Goud   | Laetitia Libert | 53,20 s   |
| Zilver | Rani Nagels     | 53,69 s   |
| Brons  | Ine Hugaerts    | 54,79 s   |

### 800 m
| rang   | atleet             | prestatie |
| ------ | ------------------ | --------- |
| Goud   | Aurèle Vandeputte  | 1.48,65   |
| Zilver | Jan Van Den Broeck | 1.48,71   |
| Brons  | Nicky Coemans      | 1.48,79   |

| rang   | atlete           | prestatie |
| ------ | ---------------- | --------- |
| Goud   | Lotte Scheldeman | 2.12,96   |
| Zilver | Charlotte Jacobs | 2.13,19   |
| Brons  | Margot Mahieu    | 2.14,02   |

### 1500 m
| rang   | atleet          | prestatie |
| ------ | --------------- | --------- |
| Goud   | Jérôme Kahia    | 3.50,65   |
| Zilver | Ruben Van Praet | 3.50,90   |
| Brons  | Simon Debognies | 3.50,93   |

| rang   | atlete          | prestatie |
| ------ | --------------- | --------- |
| Goud   | Sofie Van Accom | 4.22,12   |
| Zilver | Jenna Wyns      | 4.25,72   |
| Brons  | Imana Truyers   | 4.27,37   |

### 5000 m
| rang   | atleet           | prestatie |
| ------ | ---------------- | --------- |
| Goud   | Koen Naert       | 14.16,55  |
| Zilver | Lukas Van Assche | 14.17,57  |
| Brons  | Stijn De Vulder  | 14.19,45  |

| rang   | atlete                 | prestatie |
| ------ | ---------------------- | --------- |
| Goud   | Veerle Van linden      | 16.30,98  |
| Zilver | Lore Tack              | 16.31,33  |
| Brons  | Ferahiwat Gamachu Tulu | 16.31,60  |

### 10.000 m[1]
| rang   | atleet               | prestatie |
| ------ | -------------------- | --------- |
| Goud   | Abdelhadi El Hachimi | 29.03,33  |
| Zilver | Steven Casteele      | 29.45,39  |
| Brons  | Nick Van Peborgh     | 29.50,75  |

| rang   | atlete                 | prestatie |
| ------ | ---------------------- | --------- |
| Goud   | Ferahiwat Gamachu Tulu | 36.30,45  |
| Zilver | Manuela Soccol         | 36.31,14  |
| Brons  | Birgit Massage         | 37.07,95  |

### 110 m horden/100 m horden
| rang   | atleet          | prestatie (+0,3 m/s) |
| ------ | --------------- | -------------------- |
| Goud   | Dario De Borger | 13,87 s              |
| Zilver | Dylan Caty      | 14,03 s              |
| Brons  | Adrien Deghelt  | 14,04 s              |

| rang   | atlete           | prestatie (-0,4 m/s) |
| ------ | ---------------- | -------------------- |
| Goud   | Anne Zagré       | 12,87 s              |
| Zilver | Sara Aerts       | 13,24 s              |
| Brons  | Dorien Van Diest | 13,95 s              |

### 400 m horden
| rang   | atleet           | prestatie |
| ------ | ---------------- | --------- |
| Goud   | Michaël Bultheel | 49,04 s   |
| Zilver | Tim Rummens      | 51,55 s   |
| Brons  | Romain Nicodème  | 52,98 s   |

| rang   | atlete           | prestatie |
| ------ | ---------------- | --------- |
| Goud   | Axelle Dauwens   | 55,93 s   |
| Zilver | Nenah De Coninck | 57,19 s   |
| Brons  | Eva Duinslaeger  | 59,55 s   |

### 3000 m steeple[2]
| rang   | atleet          | prestatie |
| ------ | --------------- | --------- |
| Goud   | Steven Casteele | 8.55,97   |
| Zilver | Kim Ruell       | 8.58,11   |
| Brons  | Bjorn Willems   | 9.05,82   |

| rang   | atlete            | prestatie |
| ------ | ----------------- | --------- |
| Goud   | Sofie Van Accom   | 10.24,97  |
| Zilver | Astrid Verhoeven  | 10.31,00  |
| Brons  | Charlotte Sijmens | 10.49,23  |

### Verspringen
| rang   | atleet            | prestatie         |
| ------ | ----------------- | ----------------- |
| Goud   | Cedric Nolf       | 7,73 m (+1,2 m/s) |
| Zilver | Corentin Campener | 7,65 m (+0,1 m/s) |
| Brons  | Nicolas Stempnick | 7,46 m (-0,8 m/s) |

| rang   | atlete           | prestatie         |
| ------ | ---------------- | ----------------- |
| Goud   | Nafissatou Thiam | 6,40 m (-0,3 m/s) |
| Zilver | Els De Wael      | 6,14 m (+1,9 m/s) |
| Brons  | Kim Van Hertem   | 6,04 m (-0,6 m/s) |

### Hink-stap-springen
| rang   | atleet         | prestatie          |
| ------ | -------------- | ------------------ |
| Goud   | Solomon Commey | 15,29 m (-0,2 m/s) |
| Zilver | Leopold Kapata | 14,85 m (+0,5 m/s) |
| Brons  | Loic Marbaix   | 14,45 m (+1,1 m/s) |

| rang   | atlete           | prestatie          |
| ------ | ---------------- | ------------------ |
| Goud   | Sietske Lenchant | 12,98 m (+1,2 m/s) |
| Zilver | Saliyya Guisse   | 11,87 m (+0,2 m/s) |
| Brons  | Elsa Loureiro    | 11,71 m (+0,8 m/s) |

### Hoogspringen
| rang   | atleet            | prestatie |
| ------ | ----------------- | --------- |
| Goud   | Fabiano Kalandula | 2,13 m    |
| Zilver | Bram Ghuys        | 2,11 m    |
| Brons  | Emile Verdonck    | 2,01 m    |

| rang   | atlete           | prestatie |
| ------ | ---------------- | --------- |
| Goud   | Claire Orcel     | 1,82 m    |
| Zilver | Hannelore Desmet | 1,80 m    |
| Brons  | Alice Mercenier  | 1,68 m    |

### Polsstokhoogspringen
| rang   | atleet                  | prestatie |
| ------ | ----------------------- | --------- |
| Goud   | Arnaud Art              | 5,30 m    |
| Zilver | Ben Broeders            | 5,20 m    |
| Brons  | Thomas Van Der Plaetsen | 5,00 m    |

| rang   | atlete         | prestatie |
| ------ | -------------- | --------- |
| Goud   | Chloé Henry    | 4,10 m    |
| Zilver | Fanny Smets    | 4,10 m    |
| Brons  | Elien De Vocht | 4,00 m    |

### Kogelstoten
| rang   | atleet            | prestatie |
| ------ | ----------------- | --------- |
| Goud   | Jurgen Verbrugghe | 17,08 m   |
| Zilver | Philip Milanov    | 16,90 m   |
| Brons  | Jarno Wagemans    | 15,72 m   |

| rang   | atlete           | prestatie |
| ------ | ---------------- | --------- |
| Goud   | Jolien Boumkwo   | 15,11 m   |
| Zilver | Nafissatou Thiam | 14,07 m   |
| Brons  | Sophie Verlinden | 13,29 m   |

### Discuswerpen
| rang   | atleet         | prestatie |
| ------ | -------------- | --------- |
| Goud   | Philip Milanov | 56,92 m   |
| Zilver | Edwin Nys      | 52,61 m   |
| Brons  | Sem Bras       | 50,42 m   |

| rang   | atlete             | prestatie |
| ------ | ------------------ | --------- |
| Goud   | Annelies Peetroons | 53,93 m   |
| Zilver | Anouska Hellebuyck | 48,40 m   |
| Brons  | Moly Borbouse      | 45,04 m   |

### Speerwerpen
| rang   | atleet                | prestatie |
| ------ | --------------------- | --------- |
| Goud   | Timothy Herman        | 71,07 m   |
| Zilver | Thomas Smet           | 64,30 m   |
| Brons  | Vincent Van den Bosch | 62,57 m   |

| rang   | atlete              | prestatie |
| ------ | ------------------- | --------- |
| Goud   | Melissa Dupré       | 54,30 m   |
| Zilver | Kato Van Den Brulle | 49,15 m   |
| Brons  | Sarah Vermeir       | 45,51 m   |

### Hamerslingeren[3]
| rang   | atleet             | prestatie |
| ------ | ------------------ | --------- |
| Goud   | Tim De Coster      | 60,76 m   |
| Zilver | Walter De Wyngaert | 58,82 m   |
| Brons  | Remi Malengreaux   | 55,72 m   |

| rang   | atlete                | prestatie |
| ------ | --------------------- | --------- |
| Goud   | Jolien Boumkwo        | 60,54 m   |
| Zilver | Vanessa Sterckendries | 59,50 m   |
| Brons  | Patricia Blondeel     | 52,50 m   |

1889 · 
1890 · 
1891 · 
1892 · 
1893 · 
1894 · 
1895 · 
1896 · 
1897 · 
1898 · 
1899 · 
1900 · 
1901 · 
1902 · 
1903 · 
1904 · 
1905 · 
1906 ·
1907 ·
1908 · 
1909 · 
1910 · 
1911 · 
1912 · 
1913 · 
1914 · 
1919 · 
1920 · 
1921 · 
1922 · 
1923 · 
1924 · 
1925 · 
1926 · 
1927 · 
1928 · 
1929 · 
1930 · 
1931 · 
1932 · 
1933 · 
1934 · 
1935 · 
1936 · 
1937 · 
1938 · 
1939 · 
1940 · 
1941 · 
1942 · 
1943 · 
1944 · 
1945 · 
1946 · 
1947 · 
1948 · 
1949 · 
1950 · 
1951 · 
1952 · 
1953 · 
1954 · 
1955 · 
1956 · 
1957 · 
1958 · 
1959 · 
1960 · 
1961 · 
1962 · 
1963 · 
1964 · 
1965 · 
1966 · 
1967 · 
1968 · 
1969 · 
1970 · 
1971 · 
1972 · 
1973 · 
1974 · 
1975 · 
1976 · 
1977 · 
1978 · 
1979 · 
1980 · 
1981 · 
1982 · 
1983 · 
1984 · 
1985 · 
1986 · 
1987 · 
1988 · 
1989 · 
1990 · 
1991 · 
1992 · 
1993 · 
1994 ·
1995 · 
1996 · 
1997 · 
1998 · 
1999 · 
2000 · 
2001 · 
2002 · 
2003 · 
2004 · 
2005 · 
2006 · 
2007 · 
2008 · 
2009 · 
2010 · 
2011 · 
2012 · 
2013 · 
2014 · 
2015 · 
2016 · 
2017 · 
2018 · 
2019 · 
2020 · 
2021 · 
2022 · 
2023 · 
2024